# あれからどうした
『あれからどうした』は、NHK総合にて2023年12月26日から12月28日まで3日連続で放送されたテレビドラマ。関友太郎、平瀬謙太朗、佐藤雅彦の3人で構成される監督集団「5月」が作・編集・演出を担う。
証券会社で働く6人の同僚、家族の4人、警察署地域課勤務の5人の警察官がそれぞれ繰り広げる1話完結、3本からなり、独特な映像手法で人間の「表と裏」を暴き出すドラマ。

## あらすじ
第1話「虚実の社員食堂」
前日の夜、居酒屋で飲んだ証券会社の６人の同僚が、社員食堂に思いがけず集まることになり一緒に昼食を取る。そして前夜のその後の出来事を「あれからどうした？」と互いに尋ね合う。
第2話「久保家の隠しごと」
父と母、高校生の娘と小学生の息子、犬のジョンからなる久保家。一緒に朝食を終えた４人はそれぞれ通勤や通学に出かける。そして帰宅して夜の食卓についた４人は「あれからどうした？」と互いに尋ね合う。
第3話「制服を脱いだ警察官」
前日の夜、居酒屋で飲んだ警察署地域課に勤務する5人の警察官。昼休憩で談話室に集まった5人は、居酒屋を出た後の出来事を「あれからどうした？」と互いに尋ね合う。
- 証券会社の同僚6人、久保家の家族4人、警察官5人それぞれが語る昨夜（昼間）の出来事（音声）は、実際に体験した出来事（映像）となぜか大きく相違している。

## キャスト

### 第1話「虚実の社員食堂」

#### 中堅証券会社「島田証券」
西秀樹
演 - 戸次重幸
課長。
三宅仁美
演 - 臼田あさ美
主任。
斉藤和也
演 - 中島歩
係長。
長谷雄大
演 - 田村健太郎
社員。
小宮山浩
演 - 森田甘路
主任。
山内陽菜
演 - 飯豊まりえ
社員。

#### その他
従業員女
演 - 石川瑠華
社員食堂の従業員。
従業員男
演 - 三河悠冴
社員食堂の従業員。
浮気をする女性
演 - 我妻三輪子
浮気相手の男性
演 - 関本巧文
斉藤の不倫相手
演 - 染谷有香
西の妻
演 - 丸山奈緒
西の息子
演 - 上野翔
西の娘
演 - 沢田優乃
ニュースの声
演 - 坂本朋彦

### 第2話「久保家の隠しごと」

#### 久保家
久保彰彦
演 - 角田晃広（東京03）
父。中堅サラリーマン。家族思い。
久保絵梨花
演 - 上坂樹里
長女。高校生。吹奏楽部でトランペットの演奏をしている。
久保航平
演 - 嶋田鉄太
長男。小学生。
久保祥子
演 - 西田尚美
母。文房具メーカーの商品開発部に勤務。
ジョン
久保家の愛犬。

#### その他
面接官
演 - 松木研也
リストラされた彰彦が採用面接を受ける。
警察官
演 - 兒玉宣勝
航平が200円拾って交番に届ける場面で登場。
後輩
演 - 平田風果
絵梨花の後輩。トランペットで選抜メンバーとなる。
同級生
演 - 萌亜
絵梨花の同級生。
男子生徒
演 - 伊藤佑晟
吹奏楽部所属。絵梨花が放置したトランペットを屋上まで持ってきてくれる。
親友
演 - 花田優里音
祥子の同僚で親友。

### 第3話「制服を脱いだ警察官」

#### 平井沢警察署地域課
加賀浩司
演 - 三浦誠己
警部補。
宇佐美紀子
演 - 酒井若菜
巡査部長。
青柳健太
演 - 井之脇海
巡査。
寺田祐樹
演 - 芹澤興人
巡査長。
金澤真由
演 - 岸井ゆきの
巡査。

#### その他
アロマの魔術師
演 - 池田良
蕎麦屋
演 - 中澤功
当直勤務の警察官
演 - 箕輪裕太
寺田の父
演 - ベンガル

## スタッフ
- 作・編集・演出 - 佐藤雅彦（5月）、関友太郎（5月）、平瀬謙太朗（5月）[2]
- 音楽 - 川口義之[2]
- 演奏 - 渋さ知らズオーケストラ[2]
- 撮影 - 國井重人[2]
- 照明 - 鳥羽宏文[2]
- 音声 - 大町響槻[2]
- 音響効果 - 浅梨なおこ[2]
- 美術 - 柴田博英[2]
- プロデューサー - 大塚安希[15]
- 制作統括 - 勝田夏子（NHK）、土橋圭介（NHKエンタープライズ）、山本喜彦[15]
- 制作 - NHKエンタープライズ[15]
- 制作・著作 - NHK、5月[2]

## 放送日程
| 話数  | 放送日   | サブタイトル       |
| ----- | -------- | ------------------ |
| 第1話 | 12月26日 | 虚実の社員食堂     |
| 第2話 | 12月27日 | 久保家の隠しごと   |
| 第3話 | 12月28日 | 制服を脱いだ警察官 |